# Pediasia pseudopersella
Pediasia pseudopersella là một loài bướm đêm trong họ Crambidae.